# Need for Speed: Payback
Need For Speed: Payback é um jogo de mundo aberto de corrida desenvolvido pela Ghost Games e publicado pela Electronic Arts para Microsoft Windows, PlayStation 4 e Xbox One. É o vigésimo-terceiro título da série Need for Speed. O jogo foi revelado por um trailer lançado em 2 de junho de 2017, e lançado mundialmente em 10 de novembro de 2017.

## Jogabilidade
Need For Speed Payback tem três personagens jogáveis, cada um com um conjunto diferente de habilidades e que trabalham juntos. O jogo inclui cinco diferentes classes de carros personalizáveis: Corrida, Off-Road, Drift, Drag e Fuga.

## Trilha Sonora
A trilha apresenta os artistas e canções mais populares de 2017, incluindo A$AP Ferg, Action Bronson, Barns Courtney, Gorillaz, Jacob Banks, Jaden Smith, Haikaiss, Nothing but Thieves, Queens of the Stone Age, Rae Sremmurd, Royal Blood, Run the Jewels, Skepta, Spoon, Post Malone e X Ambassadors. O jogo também traz a canção "Systematic", do DJ Shadow & Nas, criada para a série de TV Silicon Valley, de Mike Judge.

## Enredo
O jogo se ambienta na cidade de Fortune Valley, inspirada em Las Vegas, e traz três personagens principais: Tyler (O Piloto), Mac (O Apresentador), e Jess (Condutora), que se unem para destruir um cartel intitulado "The House". 

## Recepção
Need for Speed Payback recebeu críticas "mistas ou médias" dos críticos, de acordo com o agregador de anállises Metacritic. 

## Ligações Externas
- «Sítio oficial»